# Теломера
Теломера је кратки поновљени низ нуклеотида на крају хромозома еукариота који штити хромозом од разградње егзонуклеазама. Поновљени низови нуклеотида се разликују код различитих биолошких врста. Тако на хромозомима човека се налазе низови CCCTAA.

## Поновљени низови никлеотида
| тип                 | врста                     | поновљени низови (од 5' ка 3' крају) |
| ------------------- | ------------------------- | ------------------------------------ |
| кичмењаци           | човек, миш, афричка жаба  | TTAGGG                               |
| Гљиве               | Neurospora crassa         | TTAGGG                               |
| Протозое            | Trypanosoma, Crithidia    | TTAGGG                               |
| Протозое - трепљари | Tetrahymena, Glaucoma     | TTGGGG                               |
| Зелене алге         | Chlamydomonas             | TTTTAGGG                             |
| Инсекти             | Bombyx mori               | TTAGG                                |
| Ваљкасти црви       | Ascaris lumbricoides      | TTAGGC                               |
| Квасци              | Schizosaccharomyces pombe | TTAC(A)(C)G(1-8)                     |